# Мэн Цзя
Мэнг Джиа (кит. 孟佳, род. 3 февраля 1989 года, также известная как Джиа) — китайская певица и актриса, работающая в Корее и Китае. Была участницей южнокорейской гёрл-группы miss A, образованной лейблом JYP Entertainment в 2010 году. В мае 2016 года покинула коллектив по окончании срока своего договора.

## Жизнь и карьера

### Ранняя жизнь
Менг Джиа родилась 3 февраля 1989 года в Лоуди, Китай. Была единственным ребёнком в семье. Пошла в школу в Пекине, где в 2007 году была замечена агентами JYP Entertainment. Позже поступила в Институт Искусства в Сеуле.
Должна была дебютировать как участница проекта японской версии Wonder Girls, однако всё было отменено из-за изменений в составе коллектива. В 2009 году приняла участие в клипе 2PM «My Color» вместе с Фей.

### Miss A (2010—2016)
В 2010 году Джиа стала одной из участниц группы miss A. Дебют коллектива состоялся 1 июля 2010 года.
Последним альбомом группы, записанным с Джиа, стал «Colors», выпущенный 30 марта 2015 года. В мае 2016 года она покинула компанию и группу по истечении срока договора.

### Сольная активность
В 2011 году Джиа появилась в клипе M&D «Close Your Mouth», а также снялась в нескольких эпизодах дорамы «Одержимые мечтой».
В 2012 году она посетила много модных показов и появлялась на обложках модных журналов. С 2013 по 2015 была радиоведущей с Фей и Чжоу Ми из Super Junior-M. В 2014 совершила свой первый дебют в качестве актрисы в дораме «Полтора Лета».
18 ноября 2016 года выпустила свой дебютный сольный сингл «Drip». 2 января 2017 года выпустила второй сингл «Who’s That Girl».